# Mucha
Mucha  (лат.) — монотипический либо олиготипический род двукрылых насекомых семейства муравьевидок (Sepsidae). Впервые выделен российским энтомологом А. Л. Озеровым в 1992 году. Номенклатурное название известного вида, Mucha tzokotucha, было дано в честь Мухи-цокотухи, литературного персонажа одной из сказок К. И. Чуковского. Название рода было взято из русского языка (слово «муха»).

## Описание
Третий членик усиков удлинённый. Ариста обычно односторонне перистая только с верхней стороны, кроме вида Mucha plumosa у которого ариста двустороне-перистая. Защёчная часть широкая. Лицевой киль хорошо развит. Алула (лопась в основании заднего края крыла) не выражена. Синтергит (слившиеся 1 и 2 тергит брюшка) с двумя крепкими щетинками. Наиболее близки представителям родов Dicranosepsis и Allosepsis.

## Классификация
В мировой фауне известно пять видов этого рода.
- Mucha liangi Li & Yang, 2014
- Mucha yunnanensis Li & Yang, 2014
- Mucha plumosa Ozerov, 2012
- Mucha rectotibialis Iwasa, 2012
- Mucha tzokotucha Ozerov, 1992

## Распространение
Представители рода встречаются в Китае и во Вьетнаме.